# Sivanthipuram
Sivanthipuram è una suddivisione dell'India, classificata come town panchayat, di 13.650 abitanti, situata nel distretto di Tirunelveli, nello stato federato del Tamil Nadu. In base al numero di abitanti la città rientra nella classe IV (da 10.000 a 19.999 persone).

## Geografia fisica
La città è situata a 08° 41' 34 N e 77° 24' 26 E.

## Società

### Evoluzione demografica
Al censimento del 2001 la popolazione di Sivanthipuram assommava a 13.650 persone, delle quali 6.715 maschi e 6.935 femmine. I bambini di età inferiore o uguale ai sei anni assommavano a 1.288, dei quali 669 maschi e 619 femmine. Infine, coloro che erano in grado di saper almeno leggere e scrivere erano 11.013, dei quali 5.698 maschi e 5.315 femmine.